# Leon S. Kennedy
Leon Scott Kennedy (japonês: レオン・スコット・ケネディ, Hepburn: Reon Sukotto Kenedi) é um personagem da série de jogos de terror Resident Evil (Biohazard no Japão), criado pela empresa japonesa Capcom. Ele estreou como um dos dois personagens jogáveis do jogo Resident Evil 2 (1998), ao lado de Claire Redfield. Durante os eventos de Resident Evil 2, Leon é um policial novato que chega à condenada Raccoon City atrasado para seu primeiro dia de trabalho, apenas para se deparar com um surto de zumbis logo de início.
Durante o curso do jogo, ele se alia à sobrevivente civil Claire Redfield, resgata a jovem Sherry Birkin e é auxiliado pela misteriosa Ada Wong. Seis anos depois, em Resident Evil 4 (2005), Leon retorna como agente da Divisão de Operações de Segurança (D.S.O) do governo federal dos Estados Unidos, parte de uma força-tarefa especial anti-Umbrella Corporation, encarregada de resgatar a filha do presidente, Ashley Graham, de um culto sinistro. Em Resident Evil 6 (2012), o personagem com 35 anos, continua a trabalhar para o governo estadunidense e se reencontra com Ada e uma Sherry adulta. Leon é o protagonista de vários jogos e romantizações de Resident Evil. Leon também aparece nos filmes animados em CG e na minissérie animada Infinite Darkness (2021). Em jogos posteriores, como o remake de Resident Evil 2 (2019) e de Resident Evil 4 (2023), seus traços foram baseados no modelo romeno Eduard Badaluta. Nos filmes em formato live-action, Leon é interpretado pelos atores Johann Urb e Avan Jogia.

## Conceito e visual

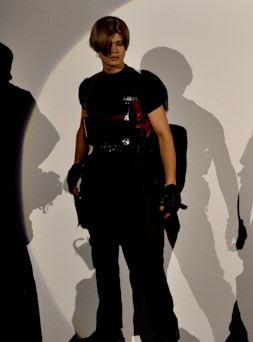
Cosplay de Leon S. Kennedy

O conceito e o visual do personagem Leon S. Kennedy foram criados por Hideki Kamiya como um contraste com Chris Redfield do Resident Evil original, que ele achava que era o tipo "durão e grosseiro". Embora Kamiya admitisse que era fã de personagens como Chris, como isso já havia sido feito, ele optou por levar o desenvolvimento de Leon em uma direção diferente. Leon foi inicialmente projetado com um uniforme do Raccoon Police Department (R.P.D.) mais escuro e uma aparência mais casual, mas seu visual foi alterado para se adequar ao tom do jogo. Seu visual final foi baseado no ator estadunidense Brad Renfro, que também apareceu em um comercial de Resident Evil 2. Posteriormente, seu visual foi atualizado para refletir sua mudança de papel e personalidade, como um agente do governo mais experiente e confiante. Seu rosto foi ligeiramente modificado e seu cabelo alongado. Seu uniforme também foi alterado para ter mais bolsos e acessórios.